# Strongylocentrotus
Strongylocentrotus é um género de ouriços-do-mar da família Strongylocentrotidae, que inclui diversas espécies.

## Espécies
O Registo Mundial de Espécies Marinhas inclui as seguintes espécies:
- Strongylocentrotus antiquus Philip, 1965 (espécie fóssil - Mioceno)
- Strongylocentrotus djakonovi  Baranova, 1957
- Strongylocentrotus droebachiensis (O. F. Müller, 1776) -
- Strongylocentrotus franciscanus (A. Agassiz, 1863) -
- Strongylocentrotus intermedius (A. Agassiz, 1863)
- Strongylocentrotus pallidus (G. O. Sars, 1871)
- Strongylocentrotus polyacanthus A. Agassiz and H. L. Clark, 1907
- Strongylocentrotus pulchellus  A. Agassiz & H.L. Clark, 1907
- Strongylocentrotus purpuratus (Stimpson, 1857) -

As bases de dados taxonómicos Catalogue of Life e Dyntaxa permitem elaborar o seguinte cladograma:
| Strongylocentrotus | \| \| Strongylocentrotus droebachiensis \| \| \| \| \| \| Strongylocentrotus franciscanus \| \| \| \| \| \| Strongylocentrotus pallidus \| \| \| \| \| \| Strongylocentrotus polyacanthus \| \| \| \| \| \| Strongylocentrotus purpuratus \| \| \| \| |
|                    | \| \| Strongylocentrotus droebachiensis \| \| \| \| \| \| Strongylocentrotus franciscanus \| \| \| \| \| \| Strongylocentrotus pallidus \| \| \| \| \| \| Strongylocentrotus polyacanthus \| \| \| \| \| \| Strongylocentrotus purpuratus \| \| \| \| |
|                    | Allocentrotus |
|                    | |
|                    | Strongylocentrotus droebachiensis |
|                    | |
|                    | Strongylocentrotus franciscanus |
|                    | |
|                    | Strongylocentrotus pallidus |
|                    | |
|                    | Strongylocentrotus polyacanthus |
|                    | |
|                    | Strongylocentrotus purpuratus |
|                    | |

|  | Strongylocentrotus droebachiensis |
|  |                                   |
|  | Strongylocentrotus franciscanus   |
|  |                                   |
|  | Strongylocentrotus pallidus       |
|  |                                   |
|  | Strongylocentrotus polyacanthus   |
|  |                                   |
|  | Strongylocentrotus purpuratus     |
|  |                                   |